# Elizabeth Craven
Elizabeth Craven, nata Lady Elizabeth Berkeley, principessa di Berkeley (benché ricordata come Margravina di Brandeburgo-Ansbach) e precedentemente "Lady Craven" of Hamstead Marshall (Londra, 17 dicembre 1750 – Napoli, 13 gennaio 1828), è stata una scrittrice e commediografa britannica.

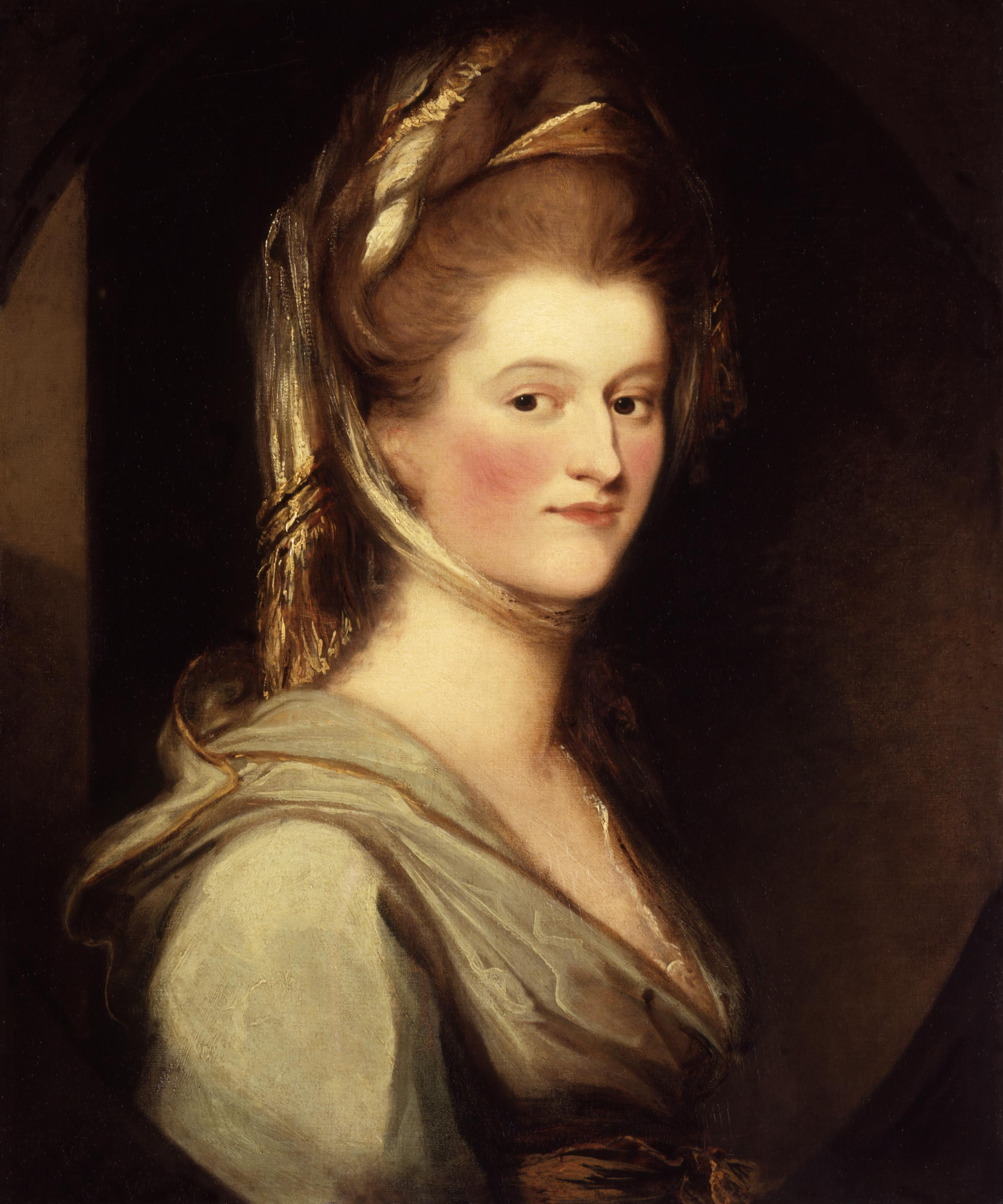
Elizabeth (Berkeley), Margravina di Ansbach in un dipinto di Ozias Humphry

Viaggiatrice e avventuriera, è nota soprattutto per i suoi racconti di viaggio.

## Biografia
Figlia del IV conte di Berkeley e di Elizabeth Drax, il 30 maggio 1767, a sedici anni, fu data in sposa a William Craven, VI barone Craven, da cui in quattordici anni ebbe sette figli:
- Lady Elizabeth Craven (20 aprile 1768-2 gennaio 1799), sposò John Edwards Maddocks, non ebbero figli;
- Lady Mary Margaret Craven (26 aprile 1769-9 marzo 1851), sposò William Molyneux, II conte di Sefton, ebbero dieci figli;
- William Craven, I conte di Craven (1º settembre 1770-30 luglio 1825);
- Lady Georgiana Craven (1772-18 agosto 1839);
- Lady Arabella Craven (1774-9 giugno 1819), sposò Frederick St. John, ebbero sei figli;
- Lord Henry Augustus Berkeley Craven (21 dicembre 1776-20 maggio 1836), sposò Marie Clarisse Trebhault, non ebbero figli;
- Lord Keppel Richard Craven (1º giugno 1779-24 giugno 1851).

In seguito, nel 1780 venne allontanata dal paese per via di uno scandalo rosa con l'ambasciatore di Francia. Portando con sé il suo ultimo figlio, vagò per parecchio tempo in tutta Europa, fin quando non conobbe Carlo Alessandro, ricchissimo regnante di Brandeburgo, di Ansbach e di Bayreuth: divenne sua moglie solo quando questi rimase vedovo.
Alla morte del suo secondo marito, decise di trasferirsi a Napoli, ove si stabilì subito dopo il Congresso di Vienna. Lady Craven era già stata nella capitale del Regno delle Due Sicilie anni addietro, in occasione di una festa di corte organizzata dal re Ferdinando I e dalla regina Maria Carolina. La morte di quest'ultima, avvenuta nel 1814, fece nascere ferventi ambizioni nella nobildonna, che iniziò a covare il desiderio di diventare regina di Napoli.
Ella non riuscì a coronare le sue speranze, ma nel 1819 il re le donò un vasto terreno sulla collina di Posillipo, ove avrebbe potuto erigere una villa. In realtà la nobildonna fu messa in condizioni dal re di acquistare il terreno che sarebbe divenuto bene demaniale per la costruzione della nuova strada di Posillipo; in seguito, acquistò altro terreno a nome del figlio Richard Keppel Craven e così divenne proprietaria di tutto il suolo che comprende, oggi, Villa Craven e Villa Gallotti. La sua villa fu molto frequentata dall'aristocrazia dell'epoca, soprattutto grazie alle sue terrazze che mostravano pregevoli vedute, le sue colonne doriche.
La struttura, ereditata dal figlio, cambiò varie volte denominazione, seguendo i passaggi di proprietà. Oggi appartiene alla famiglia Rae.

## Opere
Nella sua prima attività letteraria scrisse innumerevoli farse, pantomime e favole, molte delle quali furono rappresentate a Londra con scarso successo di pubblico. Lady Craven conobbe personalmente Samuel Johnson e James Boswell, e divenne intima amica di Horace Walpole, che pubblicò le sue prime opere, tra cui:
- The Sleep-Walker (traduzione della commedia di Pont de Vile La sonnambula, 1778)
- Modern Anecdotes of the Ancient Family of the Kinkvervankotsdarsprakengotchderns (satira, 1779)
- The Miniature Picture (commedia, 1781)
- Elizabeth Craven, Journey trhough the Crimea, to Constantinople, 1789.
- The Georgian Princess Archiviato il 6 gennaio 2007 in Internet Archive. (produced 1798; published 1799). Ed. with an introduction Archiviato il 3 gennaio 2007 in Internet Archive. by John Franceschina. British Women Playwrights around 1800. 15 January 2001.
- Letters from the Right Honorable Lady Craven, to his serene highness the margrave of Anspach, during her travels through France, Germany, and Russia in 1785 and 1786 (racconto di viaggio, 1814)
- Memorie (1826)

## Bibliografia

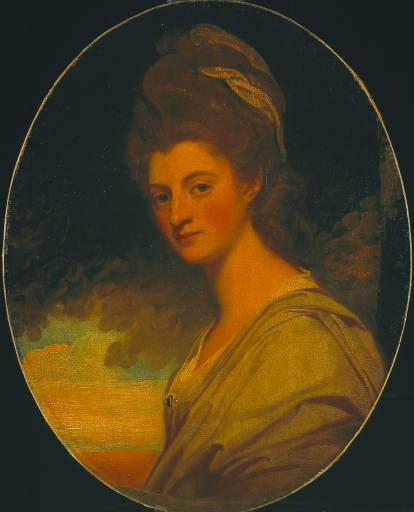
Lady Elizabeth Craven

## Ascendenza
|                                            |                            |                                        | Genitori                                                |  |  | Nonni |  |  | Bisnonni                                  |  |  | Trisnonni                                |  |
|                                            |                            |                                        |                                                         |  |  |       |  |  | 8. Charles Berkeley, II conte di Berkeley |  |  | 16. George Berkeley, I conte di Berkeley |  |
|                                            |                            |                                        |                                                         |  |  |       |  |  | 8. Charles Berkeley, II conte di Berkeley |  |  | 16. George Berkeley, I conte di Berkeley |  |
|                                            |                            | 17. Elizabeth Massingberd              |                                                         |  |  |       |  |  | 8. Charles Berkeley, II conte di Berkeley |  |  |                                          |  |
| 4. James Berkeley, III conte di Berkeley   |                            |                                        |                                                         |  |  |       |  |  | 8. Charles Berkeley, II conte di Berkeley |  |  |                                          |  |
|                                            |                            | 9. Elizabeth Noel                      | 18. Baptist Noel, III visconte Campden                  |  |  |       |  |  |                                           |  |  |                                          |  |
|                                            |                            | 9. Elizabeth Noel                      | 18. Baptist Noel, III visconte Campden                  |  |  |       |  |  |                                           |  |  |                                          |  |
|                                            |                            | 9. Elizabeth Noel                      | 19. Hester Wotton                                       |  |  |       |  |  |                                           |  |  |                                          |  |
| 2. Augustus Berkeley, IV conte di Berkeley |                            | 9. Elizabeth Noel                      |                                                         |  |  |       |  |  |                                           |  |  |                                          |  |
|                                            |                            | 10. Charles Lennox, I duca di Richmond | 20. Charles II, re d'Inghilterra, di Scozia e d'Irlanda |  |  |       |  |  |                                           |  |  |                                          |  |
|                                            |                            | 10. Charles Lennox, I duca di Richmond | 20. Charles II, re d'Inghilterra, di Scozia e d'Irlanda |  |  |       |  |  |                                           |  |  |                                          |  |
|                                            |                            | 10. Charles Lennox, I duca di Richmond | 21. Louise Renée de Penancoët de Kérouaille             |  |  |       |  |  |                                           |  |  |                                          |  |
| 5. Louisa Lennox                           |                            | 10. Charles Lennox, I duca di Richmond |                                                         |  |  |       |  |  |                                           |  |  |                                          |  |
|                                            |                            | 11. Anne Brudenell                     | 22. Francis Brudenell, barone Brudenell                 |  |  |       |  |  |                                           |  |  |                                          |  |
|                                            |                            | 11. Anne Brudenell                     | 22. Francis Brudenell, barone Brudenell                 |  |  |       |  |  |                                           |  |  |                                          |  |
|                                            |                            | 11. Anne Brudenell                     | 23. Frances Savile                                      |  |  |       |  |  |                                           |  |  |                                          |  |
| 1. Elizabeth Berkeley                      |                            | 11. Anne Brudenell                     |                                                         |  |  |       |  |  |                                           |  |  |                                          |  |
|                                            | 12. Thomas Shatterden Drax | 24. Thomas Shatterden                  |                                                         |  |  |       |  |  |                                           |  |  |                                          |  |
|                                            | 12. Thomas Shatterden Drax | 24. Thomas Shatterden                  |                                                         |  |  |       |  |  |                                           |  |  |                                          |  |
|                                            | 12. Thomas Shatterden Drax | 25. Elizabeth Drax                     |                                                         |  |  |       |  |  |                                           |  |  |                                          |  |
| 6. Henry Drax                              | 12. Thomas Shatterden Drax |                                        |                                                         |  |  |       |  |  |                                           |  |  |                                          |  |
|                                            |                            | 13. Elizabeth Ernle                    | 26. Edward Ernle                                        |  |  |       |  |  |                                           |  |  |                                          |  |
|                                            |                            | 13. Elizabeth Ernle                    | 26. Edward Ernle                                        |  |  |       |  |  |                                           |  |  |                                          |  |
|                                            |                            | 13. Elizabeth Ernle                    | 27. Anne Ashe                                           |  |  |       |  |  |                                           |  |  |                                          |  |
| 3. Elizabeth Drax                          |                            | 13. Elizabeth Ernle                    |                                                         |  |  |       |  |  |                                           |  |  |                                          |  |
|                                            |                            | 14. Edward Ernle, III baronetto        | 28. Edward Ernle (= 26)                                 |  |  |       |  |  |                                           |  |  |                                          |  |
|                                            |                            | 14. Edward Ernle, III baronetto        | 28. Edward Ernle (= 26)                                 |  |  |       |  |  |                                           |  |  |                                          |  |
|                                            |                            | 14. Edward Ernle, III baronetto        | 29. Anne Ashe (= 27)                                    |  |  |       |  |  |                                           |  |  |                                          |  |
| 7. Elizabeth Ernle                         |                            | 14. Edward Ernle, III baronetto        |                                                         |  |  |       |  |  |                                           |  |  |                                          |  |
|                                            |                            | 15. Frances Erle                       | 30. Thomas Erle                                         |  |  |       |  |  |                                           |  |  |                                          |  |
|                                            |                            | 15. Frances Erle                       | 30. Thomas Erle                                         |  |  |       |  |  |                                           |  |  |                                          |  |
|                                            |                            | 15. Frances Erle                       | 31. Elizabeth Wyndham                                   |  |  |       |  |  |                                           |  |  |                                          |  |
|                                            |                            | 15. Frances Erle                       |                                                         |  |  |       |  |  |                                           |  |  |                                          |  |